# Seznam katolických biskupů a arcibiskupů v Kinshase
Toto je seznam biskupů v dnešní Kinshase (dříve Léopoldville)

## Apostoliští vikáři v Léopoldville (1896–1952)
- Camille Van Ronslé (1896 – 1926)
- Natale de Cleene (1926 – 1933)
- George Six (1934 – 1952)
- Félix Scalais (1953 – 1959)

## Arcibiskupové v Léopoldville/Kinshase (od 1953)
- Félix Scalais (1959 – 1964)
- kardinál Joseph-Albert Malula (1964 – 1989)
- kardinál Frédéric Etsou-Nzabi-Bamungwabi (1990 – 2007)
- kardinál Laurent Monsengwo Pasinya (2007-2018)
- kardinál Fridolin Ambongo Besungu (od 2018)